# ホセ・ウイリアム・アラングレン
ホセ・ウイリアム・アラングレン（José William Aranguren、1935年3月5日 - 1964年3月17日）はコロンビアの犯罪者である。アラングレンは盗賊を率いて複数の略奪、誘拐、強姦、殺人に関与した。
コロンビアのジャーナリスト、ゴンサロ・アランゴはアラングレンを「ただ単に殺すためだけに殺した殺人者」と評した。別名「デスキテ」。

## 犯行
アラングレンの最初の犯行として知られているものは1956年に「CompañíaColombianadeTabaco」というタバコ会社で犯した強盗殺人である。アラングレンは会社のトラックを待ち伏せし、4人の乗員を殺害、金品を強奪した。この罪でアラングレンは禁固23年を宣告される。ボゴタのラ・ピコタ刑務所に収監されるが、1年後に脱獄した。
アラングレンは1960年にギャングを結成。1961年半ばまでにトリマ県ベナディリョで2人の農民を殺害した。4月、彼はラ・アルゼンチンと呼ばれる荘園で20人の農民を殺害した。このニュースは大きなセンセーションを引き起こした。アラングレンは別の農場で7人を殺害。12月4日、4人の農民を殺害した。
1962年4月、アラングレンは下士官を含む治安部隊のメンバー5人を殺害。12月、マリキータの警察の検問所を襲撃し、4人の警察官を殺害した。
1963年1月22日、アラングレンはカルモンテという荘園で2人の未成年者を誘拐した。彼は被害者の親族に5,000ペソの身代金を要求した。最終的に人質は解放された。2月13日、アラングレンはバスを待ち伏せし、1人を殺害、女性をレイプし、5人を負傷させ、3人を誘拐した。その5日後、4人の農民を殺害。8月5日、アラングレンはカルダス県のラ・イタリア村でバスとトラックを待ち伏せし、39人を殺害、250,000ペソを強奪した。9月2日、ラスダマスで9人の農民を殺害。12月には大人3人と未成年者5人を殺害した。
アラングレンの最後の犯行として報告されているものは1964年3月12日、エル・ボルカンという農場で発生した。アラングレンは子供を誘拐し、ナイフで心臓を突き刺し、死体を8つに分解するという残忍な方法で殺害した。

## 死
1964年3月17日、アラングレンはベナディリョのロサクルス村の農場にいた。コロンビア軍と警察は市民からの通報を受けて現場に急行した。アラングレンは3人の共犯者と農場にいた。全員が武装しており、アラングレンは96個のカートリッジを備えた7mmのライフルと7個のカートリッジを備えた38口径のリボルバーを所持していた。共犯者はM2カービンと110個のカートリッジ、423発の弾丸を所持していた。コロンビア軍は農場に繰り返し手榴弾を投げ込み、アラングレンは殺害された。